# Baron Brougham and Vaux

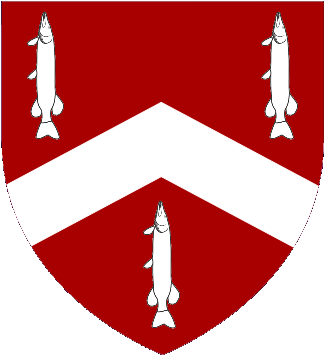
Wappen der Barone Brougham and Vaux

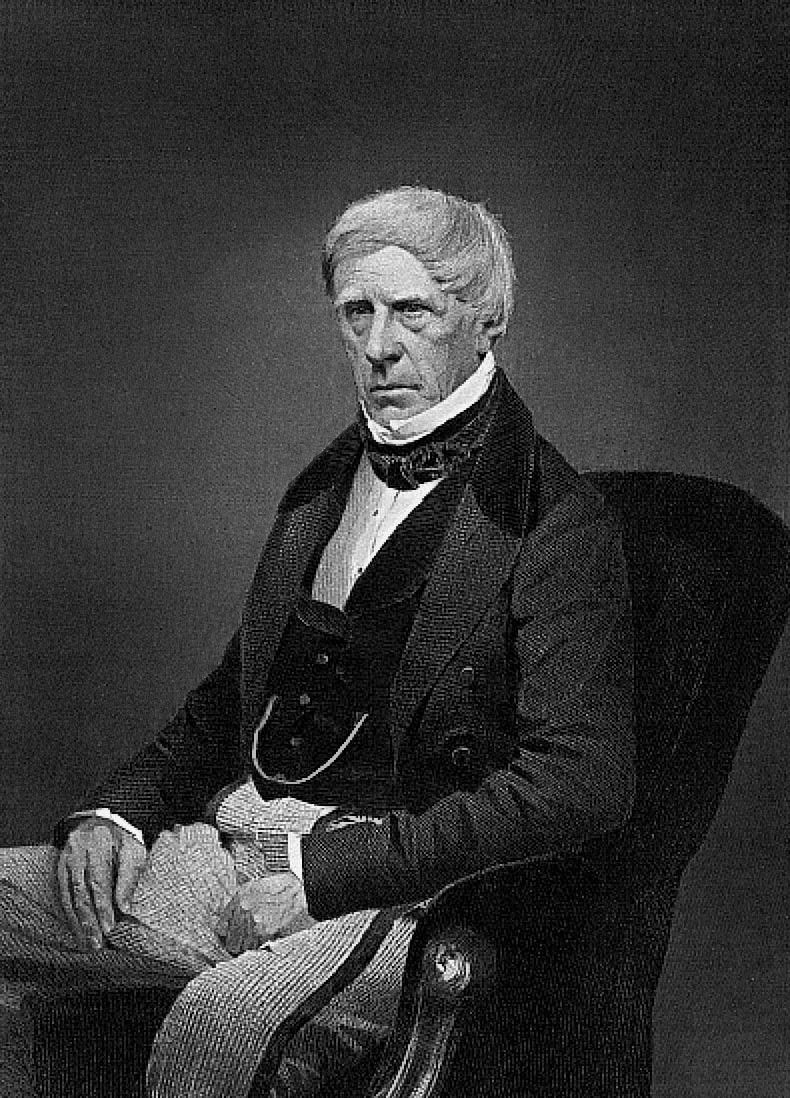
Henry Brougham, 1. Baron Brougham and Vaux

Baron Brougham and Vaux ist ein erblicher britischer Adelstitel, welcher zweimal in der Peerage of the United Kingdom verliehen wurde.

## Verleihungen
Am 22. November 1830 wurde der Titel Baron Brougham and Vaux, of Brougham in the County of Westmorland, an den Whig-Politiker Henry Brougham, anlässlich seiner Ernennung zum Lordkanzler verliehen.
Nachdem offensichtlich war, dass er keine Söhne haben werde, erfolgte am 22. März 1860 die Verleihung des Titels Baron Brougham and Vaux, of Brougham in the County of Westmorland and of High Head Castle in the County of Cumberland, an ihn, nunmehr aber mit einem besonderen Vermerk, dass der Titel in Ermangelung eigener männlicher Nachkommen auch auf seinen jüngeren Bruder und dessen männlicher Abkömmlinge übergehen könne. Der Titel der ersten Verleihung erlosch dann auch mit dem Tod des ersten Barons 1868, während der Titel der zweiten Verleihung fortbesteht.

## Liste der Barone Brougham and Vaux

### Barone Brougham and Vaux, erste Verleihung (1830)
- Henry Peter Brougham, 1. Baron Brougham and Vaux (1778–1868)

### Barone Brougham and Vaux, zweite Verleihung (1860)
- Henry Peter Brougham, 1. Baron Brougham and Vaux (1778–1868)
- William Brougham, 2. Baron Brougham and Vaux (1795–1886)
- Henry Charles Brougham, 3. Baron Brougham and Vaux (1836–1927)
- Victor Henry Peter Brougham, 4. Baron Brougham and Vaux (1909–1967)
- Michael John Brougham, 5. Baron Brougham and Vaux (1938–2023)
- Charles William Brougham, 6. Baron Brougham and Vaux (* 1971)

Titelerbe ist der einzige Sohn des jetzigen Barons, Hon. Henry George Brougham (* 2012).